# Cambridgea quadromaculata
Cambridgea quadromaculata är en spindelart som beskrevs av A. David Blest och Taylor 1995. Cambridgea quadromaculata ingår i släktet Cambridgea och familjen Stiphidiidae. Inga underarter finns listade.